# Юрек, Карел
Карел Юрек (чеш. Karel Jurek, 20 октября 1906 — 1998) — чешский хронист, этнографический работник и управляющий музеем в Арчлебове.
Посвятил свои работы сбору и изучению материалов о частной и общественной жизни в селе и окрестностях Арчлебова, в том числе фольклора, народных обычаев и традиций. Летописи Юрека содержат много интересных рассказов и стихов, которые передаются здесь из поколения в поколение. Также историк собрал множество экспонатов из деревенской жизни, в том числе фотографии.